# اوگوست لوندریو
اوگوست لوندریو (فرانسوی: Auguste Landrieu‎؛ زادهٔ ۱۳ آوریل ۱۸۸۸ - درگذشت نامشخص) ژیمناست هنری اهل بلژیک بود.